# Ulmus chumlia
Ulmus chumlia — вид квіткових рослин з родини в'язових (Ulmaceae). Поширення: Пакистан, Непал, Індія (Західні Гімалаї), Тибет, Китай (Сичуань, Юньнань).

## Біоморфологічна характеристика
Це невелике дерево. Гілки спочатку запушені простими та головчастими залозистими волосками. Листки до 10 × 4 см, від еліптичних до оберненояйцеподібних, загострені, основа майже рівна, від округлої до усіченої, грубо-двопилчасті, кожен зубець зазвичай з одним майже рівним вторинним зубцем, верхня поверхня зазвичай гладка, нижня з простими та залозистими волосками. Суцвіття на старих гілках у густих кластерах, вісь суцвіття дуже коротка, квітконіжки близько 0.5 мм завдовжки, густо запушені та залозисті. Оцвітина близько 3 мм завдовжки; частки 5, оберненояйцеподібні, війчасті з залозистими волосками. Зав'язь гола. Крилатки округлі, 10–12 мм у діаметрі. Насіння в центрі крилатки, з червонуватим відтінком, голе; ніжка коротша за частки оцвітини.

## Середовище
Зростає на висотах 1100–2000 метрів.